# Boište
Boište (makedonska: Боиште) är en ort i Nordmakedonien. Den ligger i kommunen Demir Hisar, i den sydvästra delen av landet, 90 kilometer söder om huvudstaden Skopje. Boište ligger 922 meter över havet och antalet invånare är 180.